# 国際連合安全保障理事会決議595
国際連合安全保障理事会決議595（こくさいれんごうあんぜんほしょうりじかいけつぎ595 英: United Nations Security Council Resolution 595）は、1987年3月27日に国際連合安全保障理事会において全会一致で採択された決議。同年3月10日に国際司法裁判所の判事および副長官を務めるギ・ラドレ・ド・ローシャリエールが死去したことに伴い、国際連合安全保障理事会は国際司法裁判所の規約に則って、同年9月14日に国際連合安全保障理事会と国際連合総会（第41会期）において判事の補充選挙を行うことを決定した。
ギ・ラドレ・ド・ローシャリエールはフランスを代表して国際連合の会合に参加していた外交官であった。1982年に国際司法裁判所の判事に選出されたのち、1985年に副長官に選出された。ローシャリエールの任期は1988年2月までであった。